# Rookie Blue
Rookie Blue (voorheen Copper genoemd) was een Canadese politieserie, waarvan de eerste aflevering op 24 juni 2010 werd uitgezonden. Ze werd bedacht door Morwyn Brebner, Tassie Cameron en Ellen Vanstone. De hoofdrollen worden gespeeld door onder anderen Missy Peregrym en Gregory Smith.
Het Global Television Network (in Canada) en de American Broadcasting Company (in de Verenigde Staten) zenden de serie gelijktijdig uit. In België wordt ze sinds 7 maart 2011 uitgezonden door VIJF. 13th Street zendt de serie uit sinds 17 oktober 2010 en is te zien in Nederland en België. Het Nederlandse Net5 zendt de serie uit sinds 16 mei 2011.

## Inhoud
In de serie staan de ervaringen van vijf nieuwe agenten (rookie is Engels voor "nieuweling", blue verwijst naar het blauwe politie-uniform) centraal. Ze krijgen niet alleen te maken met het enerverende politiewerk, maar ook met de problemen en verwachtingen van hun familie en vrienden. Het format wordt door journalisten veelal omschreven als "Grey's Anatomy met politieagenten".
De serie speelt zich af in Toronto, maar er wordt - net als in de serie Flashpoint - enkel naar deze stad verwezen met lokale straatnamen. De pilotaflevering vond bijvoorbeeld plaats in King Street en Jameson Avenue.

## Productie
De serie wordt geproduceerd door E1 Entertainment, Canwest en Thump, Inc. Het script van de pilot werd geschreven door Ilana Frank. In februari 2009 bestelde Canwest de serie, die als werktitel Copper had. ABC kocht de uitzendrechten in de Verenigde Staten in april 2009.
De rol van Andy McNally (Missy Peregrym) werd als eerste bevestigd, gevolgd door die van Dov Epstein (Gregory Smith). Begin juli 2009 werd de rest van de cast bekendgemaakt en op 14 juli 2009 begonnen de opnamen in Toronto. Van juli tot november dat jaar werden dertien afleveringen gemaakt.
De serie was een groot succes in Canada en Amerika. Na 6 seizoenen is de zeer succesvolle reeks beëindigd, mede omdat producente Tassie Cameron had aangekondigd te vertrekken na seizoen 6. De opvolger van Cameron, Sherry White had al scripts klaarliggen voor seizoen 7, maar in overleg met E1 Entertainment hebben ze besloten om het bij 6 seizoenen te laten.

## Rolverdeling

### Hoofdrollen
- Missy Peregrym als Andy McNally
- Ben Bass als Sam Swarek
- Gregory Smith als Dov Epstein
- Travis Milne als Chris Diaz
- Enuka Okuma als Traci Nash
- Charlotte Sullivan als Gail Peck
- Priscilla Faia Als Chloe Price
- Peter Mooney Als Nick Collins
- Matt Murray Als Duncan Moore

### Overige rollen
- Lyriq Bent als Frank Best
- Aidan Devine als Sergeant Boyko
- Matt Gordon als Oliver Shaw
- Noam Jenkins als Jerry Barber
- Eric Johnson als Luke Callaghan
- Melanie Nicholls-King als Noelle Williams

## Internationale uitzendingen
Rookie Blue wordt in de volgende landen uitgezonden, tussen haakjes staat de datum van de eerste uitzending vermeld:
- Argentinië (3 september 2010)
- Australië (12 september 2010)
- België (7 maart 2011)
- Bosnië en Herzegovina (29 oktober 2011)
- Brazilië (3 september 2010)
- Bulgarije (3 oktober 2010)
- Canada (24 juni 2010)
- Duitsland (1 januari 2011)
- Finland (4 september 2010)
- Frankrijk (15 november 2010)

- Hongarije (3 september 2010)
- Ierland (13 mei 2011)
- Italië (18 september 2010)
- Japan (2 september 2010)
- Maleisië (september 2010)
- Nederland (17 oktober 2010)
- Noorwegen (8 november 2010)
- Polen (13 september 2010)
- Roemenië (3 oktober 2010)

- Rusland (19 september 2010)
- Slovenië (23 april 2011)
- Slowakije (3 september 2010)
- Spanje (22 september 2010)
- Tsjechië (3 september 2010)
- Verenigd Koninkrijk (27 februari 2011)
- Verenigde Staten (24 juni 2010)
- Zuid-Afrika (17 september 2010)
- Zuid-Korea (4 februari 2011)